# Sport Club Ligorna 1922
Lo Sport Club Ligorna 1922, meglio noto come Ligorna, è una società calcistica italiana, con sede a Genova. Nel campionato 2024-2025 ha partecipato al suo decimo torneo in Serie D.

## Storia
La squadra venne fondata nel 1922 da Nicolò Barabino, che fu anche il primo presidente, ed alcuni suoi amici, che negli anni precedenti avevano spianato una parte del greto sinistro del torrente Bisagno nei pressi del rione della Ligorna, nell'allora comune autonomo di Struppa, divenuta parte della città di Genova a partire dal R.D.L. del 1926. Primo allenatore della squadra fu Rocco Mangini.
Durante gli anni '30 del XX secolo le autorità fasciste imposero il trasferimento del club nel quartiere della Doria divenendo l'Unione Sportiva Amici Doria. Il club tornerà alla sua sede ed al nome originario al termine della seconda guerra mondiale.
Nella stagione 1967-1968 la squadra, con il nome Ligorna Vivaldi, raggiunse per la prima volta l'accesso alla Serie D. Il campionato si chiuse al diciottesimo ed ultimo posto del girone A.
Nel 2012 si fonde con il Pontedecimo, ottenendo così l'accesso all'Eccellenza.
Nella stagione 2015-2016 il Ligorna torna in Serie D, riuscendo questa volta a mantenere la categoria. Milita per cinque stagioni consecutive in Serie D, raggiungendo, dopo un quarto posto in campionato, la finale dei play-off per l'eventuale diritto al ripescaggio, persa contro l'Inveruno. Nel campionato seguente, che verrà interrotto per la pandemia di COVID-19, il Ligorna incappa nella retrocessione in Eccellenza.
Dopo la vittoria del campionato di Eccellenza Liguria, il Ligorna torna in Serie D. Raggiunge nuovamente i play-off nella stagione 2022-2023, chiusa al quinto posto, fermandosi però in semifinale contro la Sanremese.

## Palmarès

### Competizioni regionali
- Eccellenza: 1

2014-2015
- Prima Categoria: 1

1966-1967 (girone B)

## Colori e simboli

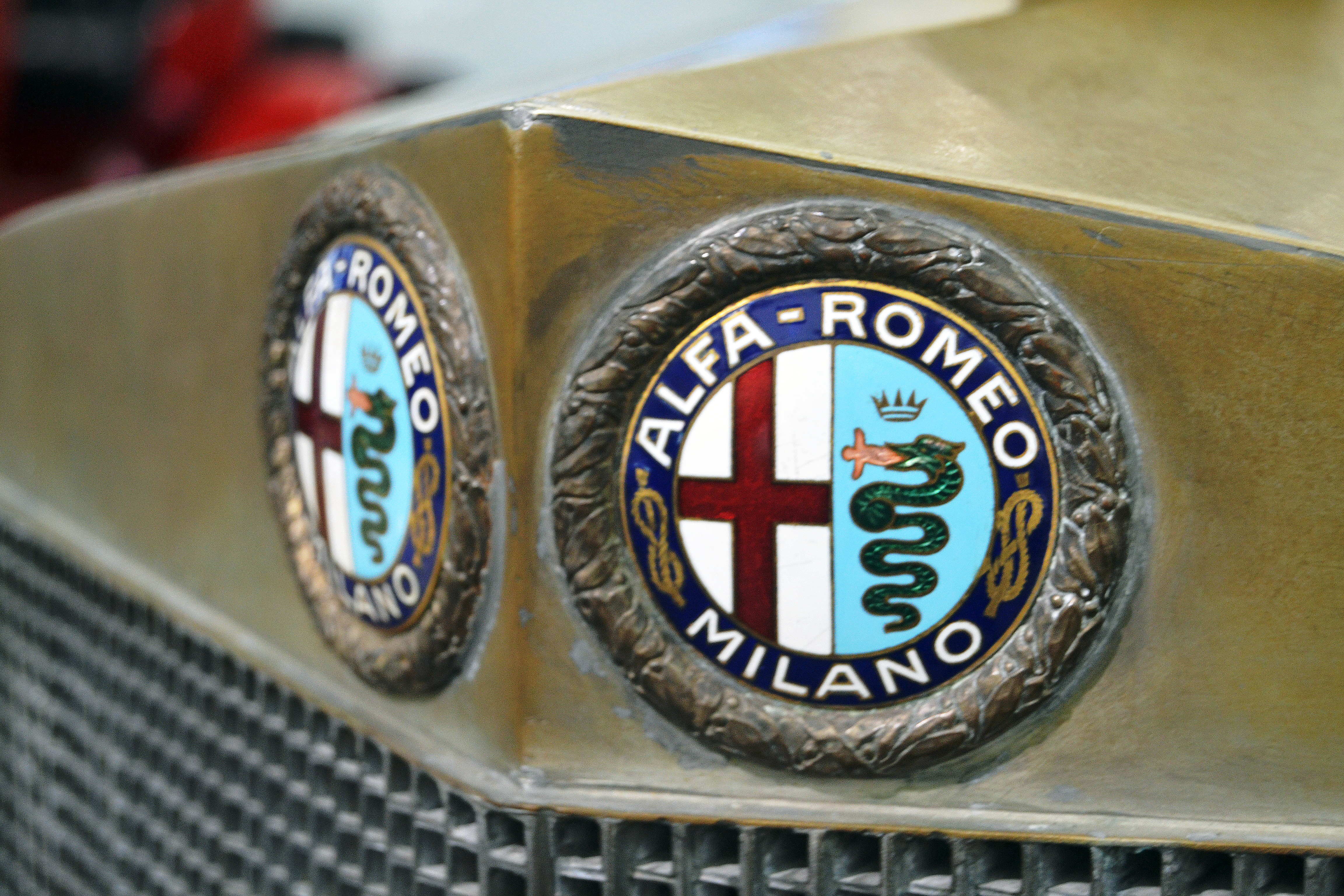
Stemma su un'automobile Alfa Romeo del 1925

I colori e lo stemma sociali vennero mutuati dallo stemma della casa automobilistica Alfa Romeo, di cui uno dei soci fondatori era appassionato.

## Allenatori
Di seguito la cronologia di allenatori e presidenti del Ligorna:
- 1922-19??  Rocco Mangini
- 19??  Luciano Bonomi
- 2015  Salvatore Mango
- 2015-2016  Antonio Pandiscia
- 2016-2017  Gabriele Sabatini
- 2017-2020  Luca Monteforte
- 2020  Alessandro Cesa
- 2020-2021  Luca Monteforte
- 2021-2023  Giorgio Roselli
- 2023-2024  Manuel Lunardon
- 2024-  Matteo Pastorino

- 1922-19??  Nicolò Barabino
- 19??  Erminio Cardinale
- 19??  Giuseppe Lupis
- 20??  Giancarlo Giannelli
- 2011-20??  Davide Torrice
- 2020-  Alberto Saracco